# القاهرة (المحويت)

تعديل مصدري - تعديل

القاهرة هي إحدى قرى عزلة الأحجول بمديرية المحويت التابعة لمحافظة المحويت، بلغ تعداد سكانها 127 نسمة حسب تعداد اليمن لعام 2004.